# Brakwaterkokkel
De brakwaterkokkel (Cerastoderma glaucum) is een in zee levend tweekleppig weekdier.

## Beschrijving

### Schelpkenmerken
De schelp is meestal betrekkelijk dunschalig, is meestal langer dan hoog en is afgerond driehoekig van vorm. De schelp heeft een heterodont slot met stevige geprononceerde cardinale tanden en laterale tanden. De umbo (top) ligt ongeveer in het midden. Vanuit de umbo lopen 18-32, echter meestal ongeveer 23 iets verheven, soms zwak gekielde ribben waarop soms smalle schubjes staan. De tussenribsruimten zijn veel smaller dan de ribben zelf. Aan de binnenkant van de schelp lopen de groeven die corresponderen met de ribben aan de buitenzijde door tot aan de top. De schelprand is door deze tussenribsruimten en ribben iets gekarteld. Beide kleppen zijn tegengesteld gekarteld waardoor de uitsteeksels van de ene klep in de uitsparingen van de andere klep grijpen. Op de schelp zijn fijne groeilijnen parallel aan de onderrand zichtbaar. Een aantal groeilijnen vallen meer op dan de overige. Deze komen overeen met een periode van weinig of geen groei gedurende het koude seizoen en kunnen dus wellicht als 'jaarring' gezien worden.
De schelpen van de kokkel en Cerastoderma glaucum lijken vrij veel op elkaar. Er zijn verschillen in vorm, beribbing, het slot, de dikte, enz. Geen van deze kenmerken op zich is voldoende om de schelpen van beide soorten te onderscheiden. Men moet naar een combinatie van kenmerken kijken om meer zekerheid te hebben. Een betrekkelijk goed kenmerk is de relatieve lengte van de ligamentdrager. Deze is bij Cerastoderma glaucum naar verhouding veel korter dan bij de Kokkel.
De relatie tussen het aanal ribben en het zoutgehalte, zoals die bij de kokkel gevonden is, is niet bij Cerastoderma glaucum aangetoond.

### Grootte van de schelp
- Lengte: tot 50 mm (meestal <29 mm)
- hoogte: tot 40 mm (meestal <24 mm)
- diameter: tot 35 mm (meestal <21 mm)

### Kleur van de schelp
De buitenkant is wit met soms een paarsbruine achterzijde. Jonge exemplaren zijn vaak bruin gekleurd. De binnenkant is wit, soms met paarsbruine vlekken. Strandmateriaal is vaak blauwgrijs of bruin verkleurd.
Cerastoderma glaucum

Rechter en linker klep van hetzelfde exemplaar:

Rechter Klep
Linker Klep

Cerastoderma glaucum lamarcki

Rechter en linker klep van hetzelfde exemplaar:

Rechter Klep
Linker Klep

### Kenmerken van het dier
Cerastoderma glaucum kan ongeveer 7 jaar oud worden.

### Habitat en leefwijze
Cerastoderma glaucum leeft in rustig, permanent aanwezig water. De dieren kunnen, in tegenstelling tot de kokkel slecht tegen droogvallen tijdens ebtij. De soort is zeer tolerant voor lage en zeer hoge zoutgehalten. Van zeer ondiep water, net beneden de laagwaterlijn tot enkele tientallen meters waterdiepte voorkomend. Deze combinatie van factoren maakt dat deze soort vaak te vinden is buiten de directe invloed van het getij, zoals in 'brakke' binnenwateren. De soort komt dus niet in de eigenlijke Noordzee voor. Jonge Cerastoderma glaucum kunnen met byssusdraden vastgehecht zijn aan draadalgen of andere vegetatie. Volwassen dieren leven meestal ingegraven in het sediment. De soort geeft daarbij de voorkeur aan fijnkorrelige sedimenten, kleien, silten en fijne zanden.

### Voeding
Cerastoderma glaucum is een filteraar en leeft van plankton en ander in het water zwevend voedsel.

### Areaal
Het verspreidingsgebied ligt in de Noord- en de Oostzee en in het westelijk deel van de Middellandse Zee. Omdat deze soort aanvankelijk verward werd met de kokkel (Cerastoderma edule) (zie bij 'opmerkingen over de naamgeving') zijn veel opgaven in de literatuur over het voorkomen van deze twee soorten onjuist.
Levend is de soort bekend uit brakke binnenwateren van Nederland (vooral provincie Zeeland) en België.

### Fossiel voorkomen
In het Noordzeegebied is Cerastoderma glaucum sinds het Vroeg Pleistoceen aanwezig. De soort is echter veel minder algemeen dan de kokkel. Het is niet onmogelijk dat een deel van de exemplaren uit het Eemien tot de soort behoren die tegenwoordig in het oostelijke deel van de Middellandse Zee en de Zwarte Zee leeft (zie bij 'opmerkingen over de naamgeving').
Het Holoceen lijkt de enige periode waarin de soort echt algemeen is (geweest). In de voormalige Zuiderzee was Cerastoderma glaucum zeer algemeen. Nog steeds spoelen exemplaren aan op strandjes van het IJsselmeer. In het Zuiderzeegebied komt daarnaast op een diepte van ongeveer 15 meter onder NAP een andere afzetting voor waarin deze soort veel aanwezig is. Deze laag wordt de 'Cardium Klei' genoemd en heeft een Midden Holocene ouderdom. Uit de klei die ontsloten is in de plasjes achter de Hondsbossche Zeewering is de Brakwaterkokkel eveneens bekend. Een laatste voorbeeld is een lokaal aanwezig niveau met Brakwaterkokkels in, en in de omgeving van Dordrecht. Deze Brakwaterkokkels hebben hier korte tijd (enkele jaren) geleefd na de St. Elisabethsvloeden van 1421 tot 1424.
Op het Noordzeestrand spoelen fossiele kleppen van de Brakwaterkokkel regelmatig aan. Waarschijnlijk is het merendeel van dit aangespoelde materiaal van Holocene ouderdom.

### Opmerking over de naamgeving
Lange tijd is Cerastoderma glaucum niet als zelfstandige soort herkend maar beschouwd als een ecologische vorm van Cardium edule, thans Cerastoderma edule (de gewone kokkel). Toen duidelijk werd dat het verschil op soortsniveau lag, werd lange tijd de naam Cardium lamarcki Reeve, 1845 (later Cerastoderma lamarcki (Reeve, 1845)) gebruikt. Om prioriteitsredenen werd later de oudere geldige naam Cerastoderma glaucum (Bruguière, 1789) gebruikt.
Onderzoek aan DNA van Cerastoderma glaucum bracht aan het licht dat de populaties in het westelijk en het oostelijk deel van de Middellandse Zee tot verschillende soorten behoren. De kokkels uit de Zwarte- en de Kaspische Zee behoren tot dezelfde soort als die in het oostelijk mediterrane gebied. Omdat Cerastoderma glaucum oorspronkelijk uit het westelijk deel van de Middellandse Zee beschreven is, behoren die uit de oostelijker zeeën tot een andere soort waarvoor nog geen naam beschikbaar is. De brakwaterkokkels uit de Atlantische Oceaan en de Noord- en Oostzee behoren tot dezelfde soort als die uit de westelijke Middellandse Zee, dus tot Cerastoderma glaucum. Een verkeerde interpretatie van de implicaties van het DNA-onderzoek heeft ertoe geleid dat verschillende Nederlandse auteurs rond de laatste eeuwwisseling weer de naam Cerastoderma lamarcki zijn gaan gebruiken. Dit gebruik berust dus op een misverstand. De juiste en geldige naam voor deze soort is Cerastoderma glaucum.

## Consumptie
In tegenstelling tot de kokkel wordt Cerastoderma glaucum niet of nauwelijks gegeten.